# Eusébio de Oliveira
Eusébio Paulo de Oliveira (Ouro Preto, 14 de agosto de 1883 – Rio de Janeiro, 12 de outubro de 1939) foi um engenheiro de minas, engenheiro civil e geólogo brasileiro.
Membro da Academia Brasileira de Ciências, Eusébio foi um dos mais importantes geólogos brasileiros do século XX e um dos pesquisadores que mais publicou trabalhos sobre geologia e paleontologia do Brasil.

## Biografia
Graduou-se em engenharia pela Escola de Minas de Ouro Preto em 1905. Era filho do geólogo Francisco de Paula Oliveira. Começou a trabalhar como geólogo no Serviço Geológico e Mineralógico do Brasil em 1907. Com a incorporação do Serviço Geológico ao Departamento Nacional de Produção Mineral, no ano de 1933, passou a integrar este Departamento onde trabalhou até sua morte em 1939. Foi diretor, tanto do Serviço Geológico e Mineralógico do Brasil, entre 1922 e 1933, quanto do Instituto Geológico e Mineralógico do Brasil, entre 1933 e 1938 . Foi um membro atuante da Academia Brasileira de Ciências tendo sido Tesoureiro de 1926 a 1929, Presidente de 1931 a 1933 e Vice-presidente de 1933 a 1935 .
Eusébio P. de Oliveira escreveu diversos livros referentes à Geologia do Brasil: A Política do Ouro; Fontes de Energia do Brasil; Geologia : Anexo Nº 1. Expedição Scientifica Roosevelt - Rondon - relator; História da Pesquisa de Petróleo no Brasil; Rochas Petrolíferas do Brasil - Trabalhos Relativos ao Anno de 1918 .